# IJsland op de Olympische Winterspelen 1956
Tijdens de Olympische Winterspelen van 1956, die in Cortina d'Ampezzo (Italië) werden gehouden, nam IJsland voor de derde keer deel.
Deze editie nam er voor het eerst een vrouw namens IJsland deel aan de winterspelen. Jakobína Jakobsdóttir kwam op drie onderdelen in het alpineskiën uit.

## Deelnemers en resultaten
Achter de namen staat tussen haakjes bij meervoudige deelname het aantal deelnames.

### Alpineskiën
| Olympiër                | Discipline       | Resultaat | Prestatie                      |
| ----------------------- | ---------------- | --------- | ------------------------------ |
| Steinthór Jakobsson     | reuzenslalom (m) | dq        | diskwalificatie                |
| Einar Kristjánsson      | reuzenslalom (m) | 60e       | 3.53,4 (+53,3)                 |
| Einar Kristjánsson      | slalom (m)       | 37e       | 4.18,6 (+1.03,9) 1.50,0+2.28,6 |
| Stefán Kristjánsson (2) | reuzenslalom (m) | 62e       | 3.59,1 (+59,0)                 |
| Stefán Kristjánsson (2) | slalom (m)       | dq        | diskwalificatie                |
| Eysteinn Thórðarson     | reuzenslalom (m) | 56e       | 3.49,4 (+49,3)                 |
| Eysteinn Thórðarson     | slalom (m)       | 26e       | 4.00,3 (+45,6) 1.44,7+2.15,6   |
|                         |                  |           |                                |
| Jakobína Jakobsdóttir   | afdaling (v)     | 31e       | 1.57,2 (+16,5)                 |
| Jakobína Jakobsdóttir   | reuzenslalom (v) | 41e       | 2.39,4 (+42,9)                 |
| Jakobína Jakobsdóttir   | slalom (v)       | dq        | diskwalificatie                |

### Langlaufen
| Olympiër             | Discipline | Resultaat | Prestatie        |
| -------------------- | ---------- | --------- | ---------------- |
| Jón Kristjánsson (2) | 15 km (m)  | 55e       | 58.23 (+8.44)    |
| Jón Kristjánsson (2) | 30 km (m)  | 39e       | 2:00.52 (+16.46) |
| Oddur Pétursson (2)  | 15 km (m)  | 61e       | 1:02.36 (+12.57) |
| Oddur Pétursson (2)  | 30 km (m)  | 48e       | 2:10.16 (+26.10) |

Australië · België · Bolivia · Bulgarije · Canada · Chili · Duits eenheidsteam · Finland · Frankrijk · Griekenland · Groot-Brittannië · Hongarije · IJsland · Iran · Italië · Japan · Joegoslavië · Libanon · Liechtenstein · Nederland · Noorwegen · Oostenrijk · Polen · Roemenië ·  Sovjet-Unie · Spanje · Tsjecho-Slowakije · Turkije · Verenigde Staten · Zuid-Korea · Zweden · Zwitserland